# Louisa Pyne
Pour les articles homonymes, voir Pyne.
Louisa Bodda-Pyne (27 août 1828 - 20 mars 1904) est une soprano anglaise et directrice de compagnie. Louisa Pyne est la directrice, avec le ténor William Harrison (singer) (en), de la compagnie Pyne & Harrison qui effectue des tournées dans les Amériques dans les années 1850. 

## Biographie
Louisa Fanny Pyne est née dans une famille de musiciens, elle est la plus jeune fille de l'alto George Griggs Pyne (1790-1877),. Sa sœur aînée Susanna Pyne (1821-86) est aussi une chanteuse accomplie et son oncle James Kendrick Pyne (1785-1857) est un ténor, dont le fils et petit-fils, tous deux nommés James Kendrick Pyne (en), sont des organistes distingués,. Sa nièce, Blanche Whiffen (en), mène une longue carrière sur scène en Amérique, et plus tard au cinéma.
Elle chante, dès l'âge de neuf ans, comme soliste, dans le Messie de Haendel. Après ses années d'enfance, elle fait une sorte de début à Paris, vers 1847, à la cour de Louis-Philippe. Auber, qui l'entend, veut la faire engager à l'Opéra-Comique pour un de ses ouvrages. Le projet n'a pas de suites ; on prétend que la jeune fille, fidèle aux habitudes anglaises, ne veut à aucun prix être astreinte à chanter le dimanche. 
De retour à Londres, Miss Pyne, qui est choisie pour les concerts de la cour, rencontre un succès extraordinaire avec une vieille chanson anglaise, Cease your funning (Cessez de jouer), qu'elle agrémente de variations qui finissent sur un trille du contre-mi au contre-fa. La cantatrice commence sa carrière dramatique en 1849. Un de ses plus grands triomphes est le rôle clé de la Reine de la nuit dans La Flûte enchantée ; elle retrouvait là les notes aiguës de sa chanson et apprit ce rôle en vingt-quatre heures, paraît-il. Anna Zeer, qui devait le remplir à Covent Garden, se trouvant indisposée, le prince Albert demande qu'on lui substitue Miss Pyne. Frederick Gye veut entreprendre avec elle une tournée en Europe ; elle refuse, voulant chanter seulement dans sa langue. 
En 1852, elle chante avec Sims Reeves , Pauline Viardot-Garcia, Italo Gardoni, Charlotte Sainton-Dolby et Karl Formes (en) dans les premières représentations des oratorios Israel Restored de William Richard Bexfield (en) et Jerusalem de Henry Hugh Pierson (en) au Festival de Norwich (en).
En 1854 elle part pour l'Amérique et y reste trois ans. A l'un de ses concerts dans les états de l'Ouest, alors qu'elle vient de chanter la chanson Home sweet home, un homme du peuple qui se trouve dans la salle s'écrie : « Écoutez, mes amis, cela vaut bien tout ce que nous avons payé ; retournons au guichet et payons de nouveau afin de l'entendre encore ». De retour a Londres en 1857, la cantatrice donne au Lyceum Theatre, Les Diamants de la couronne d'Auber et forme la société Pyne-Harrison pour l'interprétation des opéras anglais ou en langue anglaise à Covent Garden et à Drury Lane. On joue principalement : The Rose of Castille, La Bohémienne, Satanella (en), de Balfe, Maritana de Wallace, et aussi La Fille du régiment, Les Diamants de la couronne, Le Pardon de Ploërmel. Miss Pyne doit chanter ce dernier opéra tous les soirs (excepté le dimanche), pendant six semaines. Sa dernière création est L'Africaine, rôle de Sélika.
En 1857, elle et Harrison créent la Pyne and Harrison English Opera Company, au Lyceum Theatre, à Londres. Plus tard, l'entreprise déménage au Théâtre de Drury Lane et, en 1858, sous le nom raccourci de Royal English Opera, signe un bail avec ce qui est maintenant le Royal Opera House de Covent Garden à partir de décembre 1858 jusqu'en 1864. L'année suivante, Pyne, ainsi que William Harrison, Willoughby Weiss et Madame Weiss, forment une nouvelle société E. T. Smith à l'amphithéâtre d'Astley. 
Le 12 octobre 1868, elle épouse le chanteur Frank H. Bodda, mort à l'âge de 69 ans, le 14 mars 1892. Elle renonce complètement à chanter en public à partir de 1877 et se voue à l'enseignement. Depuis 1896, elle reçoit de la liste civile d'Angleterre une allocation de 70 livres par an.
Pyne est morte à son domicile de Cambridge Gardens, North Kensington , le 20 mars 1904.

## Répertoire
Elle chante dans l'opéra de George Alexander Macfarren, King Charles II, puis dans Don Juan, la Somnanbule, la Flûte enchantée.

## Distinction
En 1876, elle reçoit la médaille d'or de la Royal Philharmonic Society.